# Теміртауський електрометалургійний комбінат
Теміртауський електрометалургійний комбінат – підприємство, виробничий майданчик якого знаходиться у Карагандинській області Казахстану.
В 1941 році поблизу Теміртау почалось будівництво заводу синтетичного каучуку, первісно відомого як СК «Совпрен» № 2 (з 1982-го перейменований у ВО «Карбід»). В основу проекту поклали синтез хімічних продуктів на основі ацетилену. В 1943-му почався випуск карбіду, який отримували шляхом випалу вапняку до оксиду кальцію із подальшою плавкою в електропечах суміші цього оксиду з коксом (при цьому неподалік від майданчику заводу в ті ж роки почав роботу Астаховський вапняковий кар’єр). Переробка карбіду у спеціальних генераторах дозволяла отримувати ацетилен.
В подальшому завод доповнювали похідними виробництвами:
- в 1950-му – етаналю (оцтового альдегіду), який отримували шляхом прямої гідратації ацетилену в присутності сульфату ртуті;  
- в 1952-му – оцтової кислоти (одним з методів її отримання є окиснення етаналю);
- в 1954-му – вуглекислоти (діоксиду вуглецю, може вилучатись із відхідних газів вапняних печей);
- в 1961-му – дивінілу (бутадієну), з якого потім стали отримувати синтетичний каучук;
- в 1964-му – етилацетату (отримують з оцтової кислоти та етанолу). 
Також випускали інші продукти, наприклад, вінілові ефіри та полівініловий спирт. Що стосується сировини, то з плином часу стало можливим отримувати вапняк із Південно-Топарського кар’єру.
За потреби карбід кальцію могли постачати іншим підприємствам, наприклад, з 1963 року в Іркутській області вже діяло ацетиленове виробнцитво хімічного комбінату в Усольї-Сибірському, який лише в 1966-му запустив власний цеех карбіду.
В 1990-х роках на тлі краху планової економіки завод потрапив у скрутне положення та зупинив більшість виробництв. В 1998-му його власником стала група «ТЭМК» (з 2018-го увійшла до групи «Saikan»), яка відновила виробництво карбіду на печі №4 та реконструювала піч №6 під виплавку марганцевих феросплавів. В 2000-му отримали першу партію феромарганцю, наразі ж основним видом продукції є феросилікомарганець. При цьому «ТЭМК» вжила заходів до забезпечення нового виробництва власною сировиною та з плином часу взяла під контроль марганцеві рудники Західний Камис, Богач, Єсимжал та Південно-Топарське рудоуправління.
Станом на кінець 2010-х річна потужність заводу становила 25 тисяч тон феросилікомарганцю (2019-му було реалізовано 24 тисячі тон феросплавів) та 36 тисяч тон карбіду (у 2021-му відвантажили 30 тисяч тон).